# Brannens
 Brannens  egy francia település Gironde megyében az Aquitania régióban. Lakosainak száma 259 fő (2022. január 1.).

## Adminisztráció
Polgármesterek:
- 2001–2014 Michel Duffau
- 2014–2020 Claude Courrèges

## Demográfia
| Lakosok száma | 178  | 176  | 193  | 212  | 221  | 234  | 239  | 241  | 239  | 259  |
|               | 1968 | 1982 | 1990 | 2006 | 2013 | 2015 | 2017 | 2019 | 2020 | 2022 |

## Látnivalók
- Saint-Sulpice templom

### Galéria

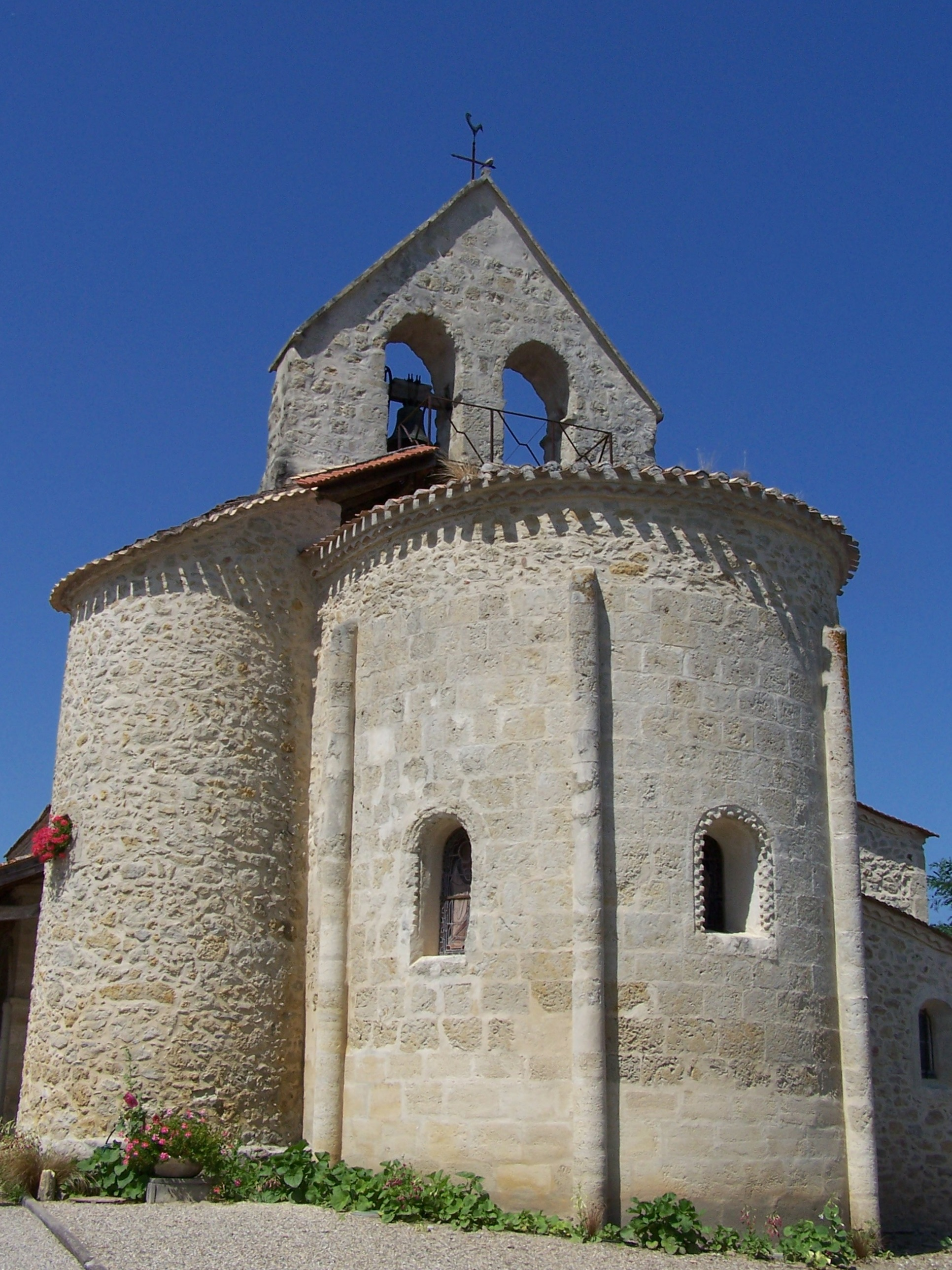
Saint-Sulpice templom
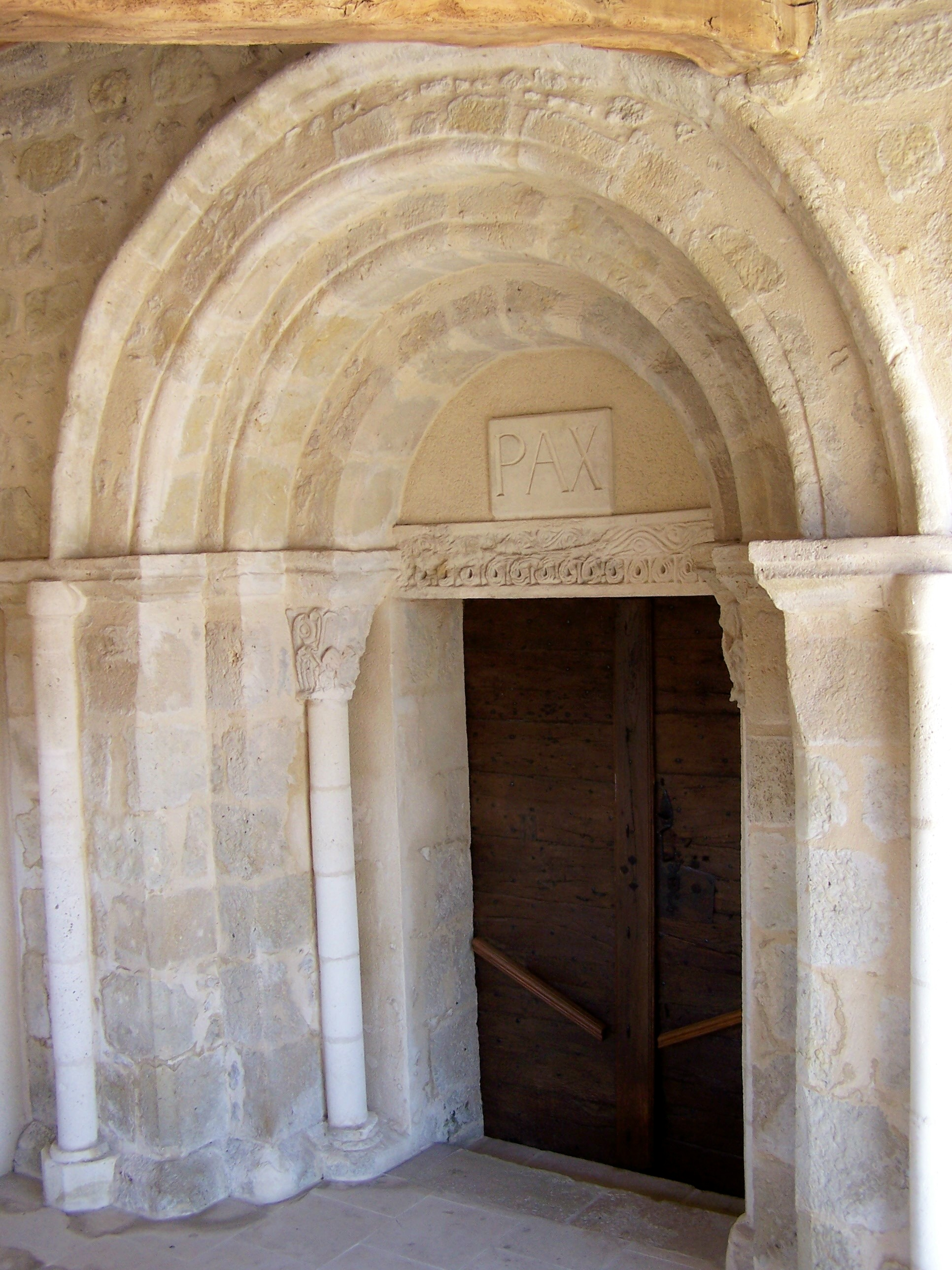
Saint-Sulpice templom
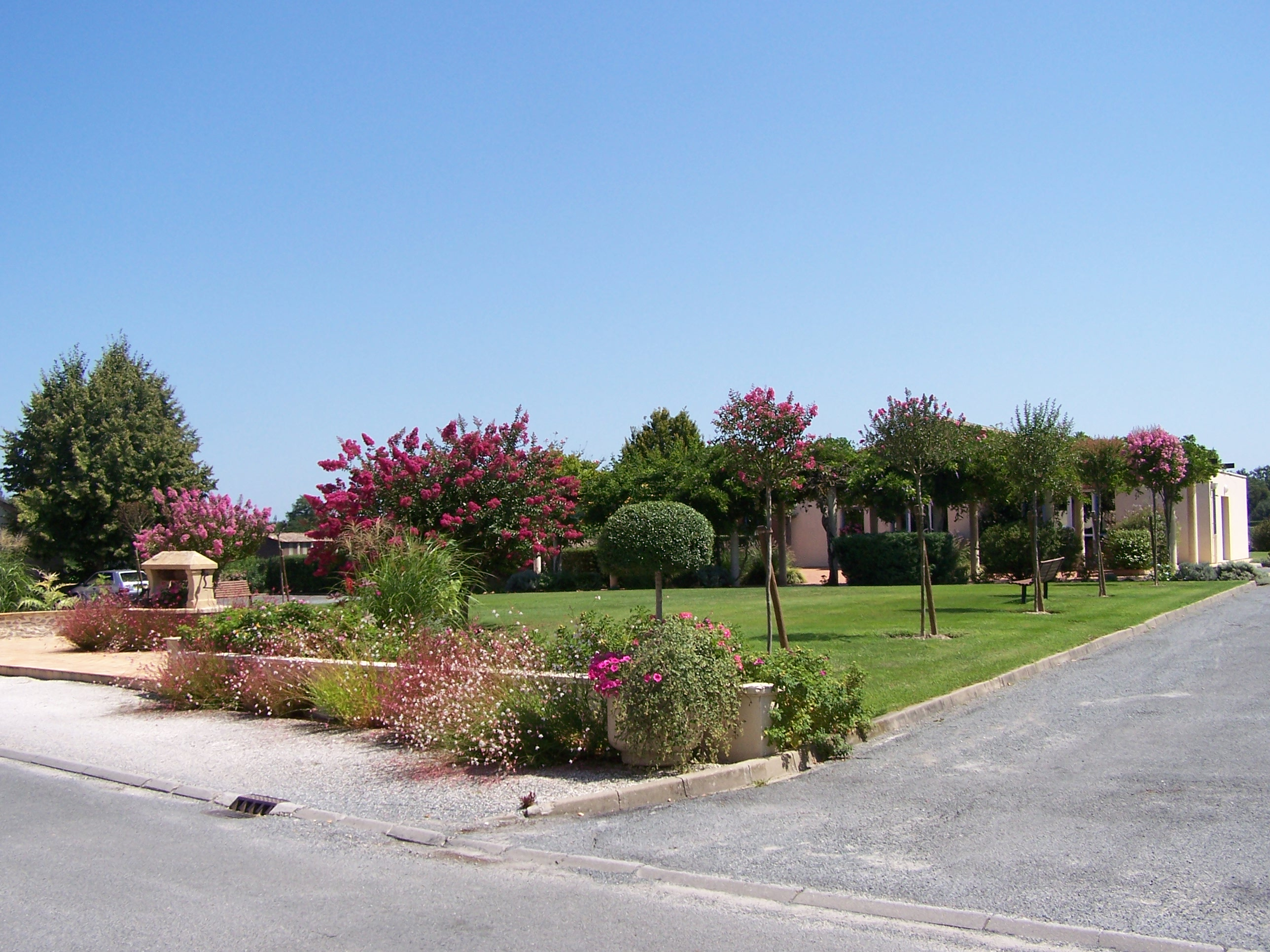
Főtér
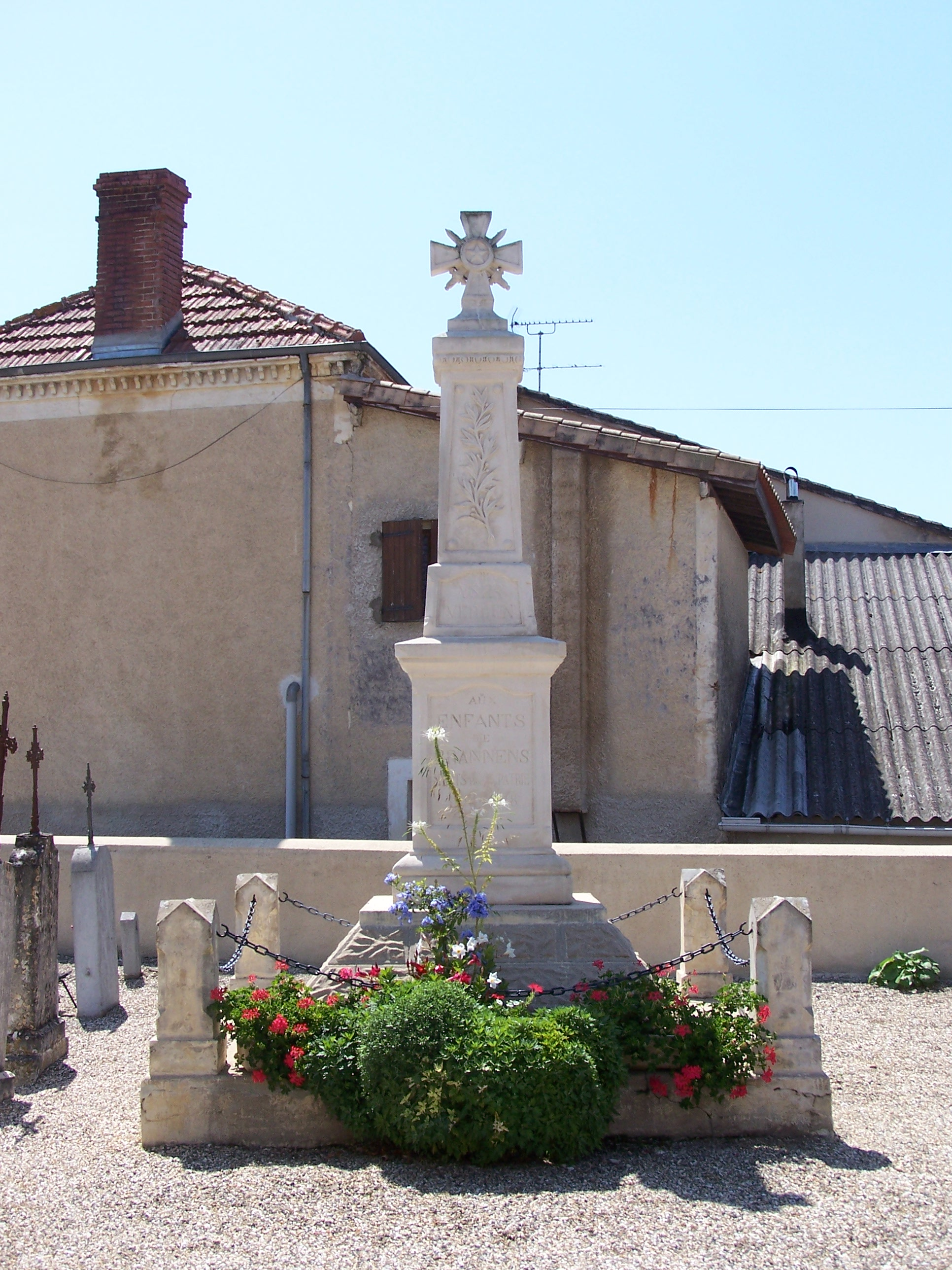
Temető